# Prawo Moseleya

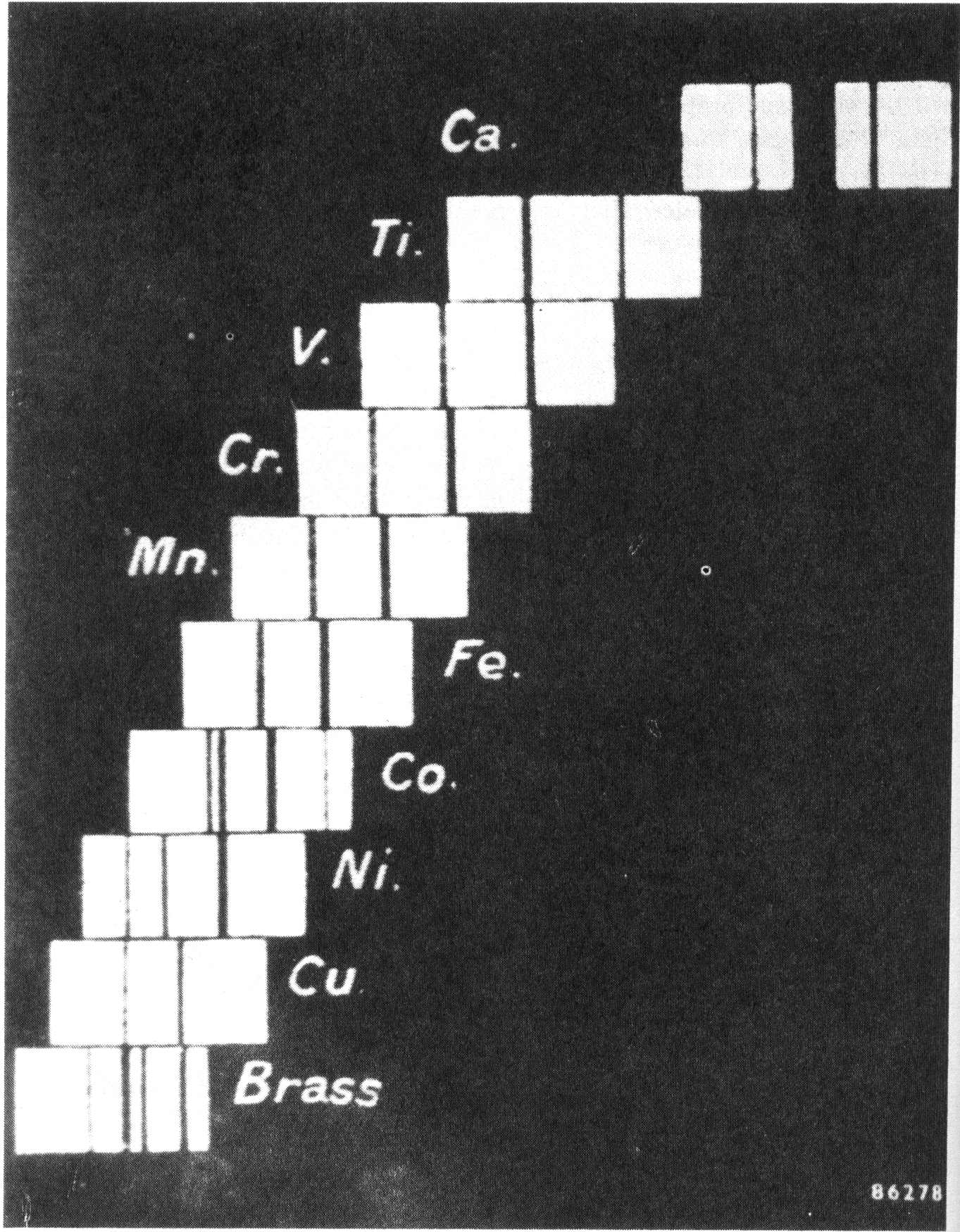
Fotograficzna rejestracja linii emisyjnych promieniowania rentgenowskiego Kα i Kβ dla szeregu pierwiastków; należy zauważyć, że dla zastosowanego elementu dyspersyjnego położenie linii jest proporcjonalne do długości fali (nie energii)

Prawo Moseleya – empiryczne prawo fizyczne mówiące, że pierwiastki kwadratowe z częstotliwości linii widm rentgenowskiego {\displaystyle \nu '} pierwiastków chemicznych różniących się liczbą atomową Z układają się na linii prostej:
{\displaystyle \nu =k(Z-\sigma )^{2},}
gdzie:
{\displaystyle \nu '={\frac {1}{\lambda }}} – częstość promieniowania rentgenowskiego,
{\displaystyle \lambda } – długość fali promieniowania,
{\displaystyle \nu ={\frac {c}{\lambda }}=c\nu '} – częstotliwość promieniowania, gdzie {\displaystyle c} prędkość światła,
{\displaystyle Z} – ładunek jądra (liczba atomowa),
{\displaystyle k,\sigma } – stałe dla danej linii widmowej.
Prawo powyższe zostało sformułowane w 1913 roku przez Henry’ego Moseleya.
Można je też zapisać dla częstotliwości promieniowania jako notacja Siegbahna
{\displaystyle \nu _{\mathrm {K\alpha 1} }={\frac {3}{4}}k(Z-\sigma )^{2}\quad {}} gdzie: {\displaystyle {}\;k=k'\cdot c,} {\displaystyle {}\quad k'=} stała Rydberga
lub dla energii kwantów promieniowania rentgenowskiego (odpowiada energii przejść elektronowych w atomie):
{\displaystyle E_{\mathrm {K\alpha 1} }={\frac {3}{4}}k_{E}(Z-\sigma )^{2},\quad {}} gdzie: {\displaystyle {}\;k_{E}=k'hc,} {\displaystyle {}\quad k'=} stała Rydberga,
gdzie:
{\displaystyle h} – stała Plancka, {\displaystyle E=h\nu =h{\frac {c}{\lambda }}.}
Widma rentgenowskie pierwiastków chemicznych, tzw. widma charakterystyczne, układają się w charakterystyczne serie nazywane {\displaystyle \mathrm {K,L,M} ...} (seria {\displaystyle \mathrm {K} } odpowiada największej energii), których najbardziej energetyczne linie oznaczane są odpowiednio {\displaystyle \mathrm {K} _{\mathrm {\alpha } 1},\mathrm {L} _{\mathrm {\alpha } 1},\mathrm {M} _{\mathrm {\alpha } 1}.}
- Dla serii {\displaystyle \mathrm {K} ,\sigma =1}
- Dla serii {\displaystyle \mathrm {L} ,\sigma =7{,}4} (w przybliżeniu)

Prawo Moseleya było wykorzystane do odkrycia „brakujących pierwiastków”, np. Hf prawie identyczny chemicznie z cyrkonem Zr został zidentyfikowany w 1923 roku dzięki swojemu widmu rentgenowskiemu przez Holendra Dirka Costera i Węgra György von Hevesy’ego.